# Beallsville (Ohio)
Pour les articles homonymes, voir Beallsville.
Beallsville est un village américain situé dans le comté de Monroe, dans l'Ohio. Selon le recensement de 2010, sa population est de 409 habitants.